# Sveta Nedelja (opčina)
Sveta Nedelja (dříve též Sveta Dominika nebo Sveta Nedelja Labinska, italsky Santa Domenica) je opčina v Chorvatsku v Istrijské župě, nacházející se severně od města Labin. V roce 2011 žilo v opčině celkem 2 987 obyvatel, z toho 604 ve vesnici Nedešćina, která je jejím správním střediskem. V opčině žije významná bosňácká menšina a celkem 223 obyvatel (7,47 % obyvatelstva opčiny) vyznává islám.
Součástí opčiny je celkem 21 trvale obydlených vesnic. Dříve byly součástí opčiny i vesnice Cargnelli Villa, Čamparovica, Golomičari, Grašići, Matijuci, Noskovići, Radovići, Ružić Veli, Spagnolli, Šćedin a Žnjidari.
- Cere – 26 obyvatel
- Eržišće – 54 obyvatel
- Frančići – 44 obyvatel
- Jurazini – 90 obyvatel
- Kraj Drage – 49 obyvatel
- Mali Golji – 110 obyvatel
- Mali Turini – 39 obyvatel
- Marići – 57 obyvatel
- Markoci – 77 obyvatel
- Nedešćina – 604 obyvatel
- Paradiž – 58 obyvatel
- Ružići – 99 obyvatel
- Santalezi – 170 obyvatel
- Snašići – 79 obyvatel
- Sveti Martin – 188 obyvatel
- Štrmac – 439 obyvatel
- Šumber – 381 obyvatel
- Veli Golji – 72 obyvatel
- Veli Turini – 45 obyvatel
- Vrećari – 168 obyvatel
- Županići – 138 obyvatel

Opčinou prochází státní silnice D66 a župní silnice Ž5081.